# Sergio Grea
Sergio Grea (Genova, 24 ottobre 1935) è uno scrittore italiano.

## Biografia
Laureatosi in economia a Genova frequenta la Stanford University a Palo Alto e la Manchester Business School.
Dal 1960 fino al 1998 è stato dirigente di varie società del gruppo Shell ricoprendo ruoli anche all'estero, tra questi tra il 1970 ed il 1974 in Vietnam. Durante la permanenza in Shell ha ricoperto ruoli nell'Unione Petrolifera Italiana e nella Camera di Commercio Internazionale.
Dal 1999 al 2005 è stato dapprima consigliere e poi presidente ed amministratore delegato di Dipharma.
Dal 1995 è professore all'Università di Genova.

## Opere
- Dentro l'impresa del 2000, FrancoAngeli, 1998.
- L'opale nero, Marna, 1999.
- Il mistero di Pinnington House, Marna, 1999.
- Amati venti di oriente, Marna, 1999.
- Il profumo della neve, Marna, 2000.
- Dentro la crescita dell'impresa, FrancoAngeli, 2000.
- Una luce per Samarcanda, Marna, 2001.
- Il falco di Pietra, Marna, 2001.
- Il volo del tucano, Marna, 2002.
- L'ultimo cielo di luna piena, Marna, 2002.
- Okawango, Marna, 2002.
- Vorrei che fosse domani, Sperling & Kupfer, 2003.
- Rossi orizzonti di coraggio, Marna, 2004.
- Mille giorni e poi domani, Marna, 2004.
- La giada di Updaipur, Marna, 2004.
- Il dono di un sogno, Marna, 2005.
- Saigon addio, Sperling Paperback - Frassinelli, 2005.
- La leggenda di Elke, Marna, 2006.
- Kasmir, Marna, 2006.
- Complotto alle Antille, Marna, 2006.
- Canzone per Suzdal, Marna, 2007.
- Virginia, Marna, 2008.
- Nel tempo di Petra, Marna, 2009.
- I signori della sete, Piemme, 2009.
- Anahita del grande mare, Marna, 2010.
- Percorso d'impresa, FrancoAngeli, 2010.
- Un uomo ricco, Marna, 2011.
- L'appalto, Piemme, 2012.
- Innamorarsi a Parigi, Marna, 2017.
- Sciarada al chiaro di luna, Marna, 2018.
- Storia di un amore dimenticato, Marna, 2019.
- Quaranta notti e poi domani, Marna, 2020.
- L'Appalto, Amazon (ristampa), 2016.
- I signori della sete, Amazon (ristampa), 2016.
- Saigon Addio, Amazon (ristampa), 2016.
- Alla fine del tango, Marna (ristampa), 2020.
- Il ventunesimo teschio, Amazon, 2020.

- Serie Ralph Core:
- Vite di sabbia, Amazon, 2017.
- Trappola di velluto, Amazon, 2018.
- L'aquila e il deserto, Amazon, 2018.
- I signore del mare e del ghiaccio, Amazon, 2020.
- Himalaya: L'enigma delle vite giocate, Amazon ,2021
- Zambesi: La diga delle ombre, 2023